# SNCF CC 65500
Die dieselelektrischen Lokomotiven der Baureihe CC 65500 (früher: CC 64000, davor 060 DA) wurden von  1955 und 1959 für die französische Staatsbahn SNCF in 35 Exemplaren von der Compagnie des Ateliers et Forges de la Loire gebaut. Die Lokomotiven waren für den schweren Güterzugdienst auf dem nördlichen Abschnitt des Pariser Güter-Außenrings Grande ceinture gedacht. Wegen der Motorgeräusche des Zwölfzylinder-Zweiwellenmotors der Sulzer AG mit einer Drehzahl von 710/min erhielten die Lokomotiven die Spitznamen „Dakota“ oder „Babazou“. Auf Grund ihrer Form und der Lackierung wurden sie auch „Doryphore“ (Kartoffelkäfer) genannt. Sie waren bis 2006 im Einsatz. Zwei Lokomotiven der Serie sind erhalten geblieben.

## Geschichte
In den 1950er Jahren bestand, obwohl alle Hauptstrecken der SNCF elektrifiziert oder dafür vorgesehen waren, ein großer Bedarf an modernen Diesellokomotiven. Nach der Beschaffung einiger Lokomotiven kleinerer und mittlerer Leistungen bestellte die Staatsbahn 1952 als erste Streckenlokomotive 20 Diesellokomotiven mit einer Leistung von 2.000 PS. Sie sollten für den schweren Güterzugdienst auf dem nördlichen Abschnitt des Pariser Güter-Außenringes die Dampflokomotiven 151 TQ mit der Achsfolge 1’E1’ ersetzen. Dabei wurde besonders Wert auf  hohe Anfahr- und Dauerzugkraft gelegt, während als Höchstgeschwindigkeit 80 km/h als ausreichend erschienen. Vorgesehen waren die Lokomotiven für die Beförderung von Güterzügen mit 2.000 t Masse auf einer Steigung von 6 ‰. Deshalb erhielten sie keine Zugheizeinrichtung.
1955/56 wurden von den angegebenen Werken zunächst 20 Lokomotiven gefertigt, denen in den Jahren 1957 bis 1959 noch 15 weitere folgten. Sie beförderten schwere Güterzüge zwischen den großen Rangierbahnhöfen im Norden von Paris. Dabei betrug die Anfahrzugkraft 370 kN, ähnlich der 15 Jahre später erschienenen DR Baureihe 131. Die SNCF gab ihnen zunächst die Bezeichnung 060 DA, ab 1961 CC 64000. Als abzusehen war, dass die Diesellokomotive BB 63500 eine Stückzahl von über 500 Lokomotiven erreichen würde, wurde ihnen 1965 die Bezeichnung CC 65500 zugewiesen, die Reihe CC 65000 war bereits belegt.
Als in den späten 1970er Jahren der Pariser Güterring vollständig elektrifiziert wurde, verlagerte sich ihr Arbeitsgebiet. So versahen die Lokomotiven nach einer Abstellzeit Dienste im Kohlebecken von Lothringen. Gleichzeitig begannen 1981 die ersten Ausmusterungen. Fünf Fahrzeuge waren an Eisenbahnbaubetriebe verkauft worden, unter ihnen die CC 65507. Eingesetzt waren  die Lokomotiven in den Depots Miramas und Vénissieux. Von diesen Lokomotiven, die besonders für den schweren Bauzugdienst beim Bau für Hochgeschwindigkeitsstrecken für den TGV Verwendung fanden, ist keine mehr vorhanden. Für die anderen Lokomotiven war spätestens 2006 Schluss. Zwei Lokomotiven, die CC 65506 beim Centre de la Mine et du Chemin de Fer (CMCF) in Oignies und die CC 65512 bei der Association pour la Préservation du Patrimoine et des Métiers Ferroviaires (APPMF) in Gièvres sind konserviert abgestellt und somit der Nachwelt erhalten.

## Technische Beschreibung
Bei der Rahmenkonstruktion wurde großer Wert auf eine robuste Konstruktion gelegt. Er ist eine Schweißkonstruktion aus kräftigen Profilen und Blechen und besteht aus zwei, zwischen den Zugkästen durchgehenden Doppel-T-Trägern, den Zugkästen und Pufferbohlen, den beiden Trägern für die Drehzapfen sowie mittleren Querträgern. Auf jeder Rahmenseite sind elf Ausleger angeschweißt, sie halten an ihren Enden leichtere Längsträger, die die Seitenwände des Lokkastens abstützen. Der Kastenaufbau seinerseits besteht aus fünf verschiedenen Baugruppen; den Seitenwänden, den beiden Endführerständen und dem Dach mit mehreren großen, abnehmbaren Teilen zur Demontage und Montage der Maschinenanlage.
Die Drehgestelle sind  kräftige Schweißkonstruktionen. In der Mitte des Drehgestelles sind der mittlere Radsatz und kurz davor der mittlere Fahrmotor platziert. Für die Drehzapfenlagerung musste deshalb ein besonderer brückenartiger Zwischenträger vorgesehen werden, dieser stützt sich auf den beiden inneren Querträgern des Drehgestelles ab. Die Abfederung zwischen Radlager und Drehgestell wird mit Blattfedern vorgenommen, die untereinander mit Ausgleichshebeln verbunden sind. Die Abfederung der Drehgestelle vom Lokrahmen geschah an den äußeren Enden der Blattfedern über Schraubenfedern. Die Lokomotive erhielt eine Druckluftbremse Bauart Jourdan Monneret mit G-P Umschalter. Pro Drehgestell waren zwei Bremszylinder mit einer Größe von 14 Zoll mit nachstellbarem Gestänge vorhanden, sie wirkten beidseitig auf alle Räder. Die Handbremse wirkte jeweils auf das Drehgestell unter dem betreffenden Führerstand.
In diesen Lokomotiven wurde erstmals der Zwölfzylinder-Zweiwellenmotor 12 LDA 28 der Sulzer AG verwendet. Grundlage für die Robustheit der Lokomotive war die Ausführung als Langsamläufer mit einer Drehzahl von 710/min. Der erfolgreiche Lauf des Motors war vor dem Einbau in einem UIC 100-Stunden-Test auf dem Prüfstand festgestellt worden. Dieser Test bestand aus 80 h Dauerlauf bei Volllast, 0,75 h bei Überlast, 0,25 h bei Überdrehzahl, 10 h bei Teillast mit verschiedenen Drehzahlen und 9 h bei Wechsellast. Dabei waren lediglich zwei Stopps von nicht mehr als 20 Minuten erlaubt. Während des 80-h-Laufes wurde kein Stopp gemacht, nur zwischen Überdrehzahl- und Teillastbereich wurde der Motor eine Stunde lang stillgelegt, um den Regler nachzustellen und die Ölstände zu kontrollieren. Der Motor bewährte sich in den nächsten Jahren bei über 200 Diesellokomotiven in Europa.
Das Kurbelgehäuse war aus Gussteilen und Blechen zusammengeschweißt. Der mit Aufladung arbeitende Motor arbeitete mit zwei Kurbelwellen. Über eine Übersetzung von 1;1,44 wurde die Leistung auf eine gemeinsame Abtriebswelle übertragen, sodass der angeflanschte Generator mit Drehzahl von 1.020/min angetrieben wurde. Dabei gab der Generator eine Leistung von 1.300 kW (900 V, 1.450 A) ab. Je zwei der in Tatzlager-Bauweise ausgeführten Fahrmotoren waren in Reihe geschaltet, die drei Motorgruppen parallel. Der Antrieb der Räder erfolgte mit Stirnzahnräder mit einem Verhältnis von 91:14.
Im Motorgenerator war der Hilfsgenerator integriert. Er versorgte die elektrischen Antriebe mit einer Gleichspannung von 175 V. Zu den elektrisch betriebenen Hilfseinrichtungen gehörten vor allem die Pumpen für Kraftstoff, Schmieröl und Kühlwasser sowie die beiden Gebläse für die Fremdbelüftung von je drei elektrischen Fahrmotoren. Die Steuerung der Lokomotive arbeitete elektrisch. Als spezieller Schleuderschutz konnte der Lokführer in der ersten Stufe die betreffenden Räder durch einen reduzierten Bremsluftdruck etwas abbremsen. Als zweite Stufe war eine automatische Schleuderschutzeinrichtung mit Herabsetzen der Fahrmotorenspannung vorhanden. In der Kühlanlage neben einem Führerstand wurde das Motorkühlwasser rückgekühlt, in dessen Kreislauf der Abgasturbolader mit integriert war. Am freien Ende des Dieselmotors wurde der Kühlerlüfter über eine Magnetkupplung, Keilriemen und Gelenkwellen mechanisch angetrieben. Der Antrieb des Luftverdichters geht direkt vom freien Ende des Hauptgenerators aus.